# 大社 (臺南市)
大社，是臺灣臺南市新市區的一個傳統地域名稱，位於該區東北部。相較於今日行政區，其範圍大致包括大社里不含北部東側凸出部分的西南端及西南部凸出部分、潭頂里東北部凸出部分及北部邊界地帶、港墘里東部凸出部分的東北端及東南端。
本地區境內主要聚落為大社，設有大社國小。

## 歷史
台灣日治初期，大社地區為一街庄，稱為「大社庄」（舊制街庄），隸屬於新化北里。該庄昔日西及西北與大營庄為鄰，北與茄拔庄為鄰，東邊為北勢洲庄、山仔頂庄，南邊為潭頂庄，西南邊為港仔墘庄。
1901年（日治明治三十四年）11月11日，全台廢縣廳改設二十廳，該庄隸屬於臺南廳。1904年（明治三十七年）3月31日，該庄編入「新化里東區」，隸屬於臺南廳。1909年（明治四十二年）10月25日，全台合併二十廳為十二廳，新化里東區仍隸屬於臺南廳。1920年（大正九年）10月1日，全台地方制度大改正，廢十二廳改設五州二廳，該庄改制為「大社」大字，隸屬於臺南州新化郡山上庄（新制街庄）。
戰後山上庄改制為山上鄉，隸屬於臺南縣，大字亦改制為村。1946年（民國35年）7月1日，大社、潭頂西部改隸屬於新市鄉。1950年（民國39年）10月25日，雲、嘉、南分治，新市鄉仍隸屬於臺南縣。2010年（民國99年）12月25日，臺南縣、市合併為直轄臺南市，新市鄉改制為新市區，村亦改制為里。

## 聚落
本地區發展較早的聚落為大社，在日治初期的官方地圖上已有記載。

## 交通
國道3號又稱「福爾摩沙高速公路」，是貫穿臺灣西部的兩條縱向高速公路之一，經過本地區中部，最近的交流道在北側為市道178號交會處的善化交流道，在南側為國道8號交會處的新化系統交流道（可由省道台20線經由國道8號的新化端及國道8號銜接）。由此等可快速前往國道3號沿線各地。
省道台1線又稱「縱貫公路」，是臺北至楓港的傳統平面幹道，經過本地區西北部邊界地帶西側。由該道路北行可前往善化區、官田區、六甲區、柳營區等地，南行可前往新市區新市市區、永康區、東區/南區、仁德區等地。
區道南136線是九間至六社的道路，其東側端點（終點）位於本地區主聚落的區道南177線路口。
區道南140線是大營至明和的道路，經過本地區西北部邊界地帶及北部。
區道南175線是山上至虎頭山的道路，經過本地區東南端。
區道南177線是大社至𦰡拔林的道路，其北側端點（起點）位於本地區西北部邊界外緣的區道南140線路口，由此向南南東會經過本地區大社聚落。

## 學校
- 大社國小